# Prozoroki (gmina)
Prozoroki – dawna gmina wiejska istniejąca do 1945 roku w woj. nowogródzkim/Ziemi Wileńskiej/woj. wileńskim w Polsce (obecnie Białoruś). Siedzibą gminy było miasteczko Prozoroki (255 mieszk. w 1921 roku). Była to najdalej na wschód wysunięta jednostka administracyjna II Rzeczypospolitej. 
Na samym początku okresu międzywojennego gmina Prozoroki należała do powiatu dziśnieńskiego w woj. nowogródzkim. 13 kwietnia 1922 roku gmina wraz z całym powiatem dziśnieńskim została przyłączona do Ziemi Wileńskiej, przekształconej 20 stycznia 1926 roku w województwo wileńskie.
1 kwietnia 1923 do gminy Prozoroki przyłączono zachodnią część zniesionej gminy Orzechowno. Przyczyną tego była regulacja granicy z ZSRR, w związku z czym część wschodnia, w tym Orzechowno, znalazła się po radzieckiej stronie.
11 kwietnia 1929 roku do gminy Prozoroki przyłączono części gminy Plissa oraz zniesionej gminy Czerniewicze, natomiast fragmenty gminy Prozoroki włączono do gmin Jazno i Plissa, a z części gminy utworzono nową gminę Hołubicze. 
Po wojnie obszar gminy Prozoroki został odłączony od Polski i włączony do Białoruskiej SRR.

## Demografia
Według Powszechnego Spisu Ludności z 1921 roku gminę zamieszkiwało 9 703 osoby, 6 848 było wyznania rzymskokatolickiego, 2 566 prawosławnego, 7 ewangelickiego, 1282 mojżeszowego. Jednocześnie 7 452 mieszkańców zadeklarowało polską, 1 925 białoruską, 1 niemiecką, 151 żydowską, 1 łotewską i 9 rosyjską przynależność narodową. Było tu 1 593 budynków mieszkalnych.